# Adolphe Leroy (musicien)
Pour les articles homonymes, voir Leroy et Adolphe Leroy (homonymie).
Adolphe Leroy (né le 16 août 1827 à Saint-Germain-en-Laye, décédé le 1er septembre 1880 à Argenteuil) est un clarinettiste français.

## Biographie
Adolphe-Marthe Leroy étudie au Conservatoire de Paris et obtient un premier prix de clarinette en 1845 dans la classe de Hyacinthe Klosé.
Membre de l'orchestre de la Société des concerts du Conservatoire à partir de 1851 et de la Chapelle impériale en 1853, il joue de 1854 à 1870 dans l’orchestre de l’Opéra-Comique puis dans celui de l’Opéra de Paris,. 
Il est également sous-chef de musique à la Garde nationale.
De 1869 à 1876, il est professeur de clarinette au Conservatoire de Paris,, succédant à son maître Klosé.
Comme interprète, il participe notamment à la création du Nonette op. 38 de Louise Farrenc en 1850, du Quintette à vent op. 81 de George Onslow en 1851, et du Sextuor op. 40 de Louise Farrenc en 1852. 
Il est le dédicataire de nombreuses œuvres, comme le Trio op. 44 pour clarinette, violoncelle et piano de Louise Farrenc, la Tarentelle op. 6 pour flûte et clarinette avec accompagnement d'orchestre de Camille Saint-Saëns, avec Louis Dorus, Fantaisie sur 'La Traviata' de Louis Adolphe Mayeur, Rêverie russe d'Ernesto Cavallini.
Pour son instrument, il a réalisé des arrangements comme Duo sur 'La sonnambula' de Bellini (arrangement pour 2 clarinettes et piano).
Parallèlement, vers 1859, il rejoint Pierre Goumas pour constituer une société dotée d'un atelier de facture d'instruments à vent et à clefs à Mantes-la-Ville, initialement constituée en 1850 par Jean Louis Buffet (Crampon) (1813-1865, beau-frère de Goumas), son frère Louis Buffet (1823-1884) et Ferdinand Tournier qui prend le nom de Buffet Crampon et Cie. Jean Louis Buffet (Crampon) décède le 17 avril 1865 à Mantes la Ville, Adolphe Leroy quitte en 1869 la société pour succéder à Hyacinthe Klosé au conservatoire de Paris, Pierre Goumas prend seul les commandes de l'entreprise.